# 10555 Tagaharue
10555 Tagaharue (1993 HH) là một tiểu hành tinh nằm phía ngoài của vành đai chính được phát hiện ngày 16 tháng 4 năm 1993 bởi K. Endate và K. Watanabe ở Kitami.